# Phytomonas
Phytomonas é gênero de protozoário que apresenta duas formas evolutivas: amastigotas e promastigotas. Vivem no látex de várias famílias de plantas e nos vasos liberianos de alguns vegetais ou de seus frutos. Com transmissão por insetos, em alguns casos.